# Sylvie Fleuryová
Sylvie Fleuryová (nepřechýleně Sylvie Fleury; 24. června 1961, Ženeva) je švýcarská umělkyně, jejíž tvorba se silnými vazbami na konceptualismus zahrnuje sochy, performance, malby, fotografie, instalace a videoart. Od 90. let 20. století přitahuje pozornost svými objekty a instalacemi založenými na luxusním zboží, jako je kosmetika a móda, které se začleněním do uměleckého kontextu promění a umožní divákům vidět je v novém světle. Velká část její práce se zabývá otázkami genderové spotřeby a fetišistických vztahů se spotřebními předměty. Fleuryová postavila základy své kariéry na reflexi konzumu, vyzývá k přehodnocení stereotypů, které ovládají tuto konzumní společnost.

## Život
Vyrůstala v Ženevě, po ukončení školy odjela do New Yorku jako au pair. Prostřednictvím studentů newyorské univerzity se dostala k práci na natáčení krátkých uměleckých filmů. V roce 1981 navštěvovala Germain School of Photography, kde studovala fotografii a experimentální kinematografii. Poté odcestovala do Indie, kde se naučila klasický indický tanec Bharatanatyam. Po návratu do Ženevy pracovala pro organizaci Červeného kříže a  začala sbírat předměty označené červeným křížem. Pod pseudonymem Silda von Brown se v osmdesátých letech věnovala hudbě a nočnímu životu, přes den pracovala jako sekretářka. V roce 1983 si se dvěma přáteli otevřela malou galerii, kde pořádali výstavy a akce.
V roce 1990 se setkala se švýcarským performerem Johnem Armlederem a stala se jeho asistentkou. Ve stejném roce se s Armlederem přestěhovali do Villa Magica, velkého starého městského domu na předměstí Ženevy, ve kterém doposud žije. Řadu lét vyučovala na umělecké škole v Lausanne (École cantonale d'art). V roce 2004 založila s Armlederem a jeho synem Stéphanem (* 1977) nahrávací společnost Villa Magica Records, která se věnovala především vydávání alb vánoční hudby.
V roce 1990 Fleuryová začala s vlastní uměleckou tvorbou, kterou vystavovala v galerii Rivolta v Lausanne společně s díly Johna Armledera a Oliviera Mosseta. Představila instalaci Shopping bags (C'est la vie), deset nákupních tašek naplněných až po okraj luxusními předměty v originálním balení, které si zakoupila na odpoledním nákupu, leželo na podlaze galerie. Toto provokativní gesto, kdy spojila svět konzumu a umění, jí okamžitě udělalo jméno na švýcarské i mezinárodní umělecké scéně. Od té doby se její tvorba zaměřila na moderní svět zboží, módy a luxusních předmětů. Prostřednictvím této výstavy se setkala s Ericem Troncym a byla pozvána k účasti na jeho zásadní výstavě No Man's Time v roce 1991 ve Villa Arson v Nice ve Francii. Byla přizvána do mnoha skupinových výstav po celém světě, zúčastnila se Bienále v Benátkách v roce 1993 a Bienále v São Paulu v roce 1998.
V roce 2018 se stala laureátkou švýcarské umělecké ceny Grand Prix Art/Prix Meret Oppenheim a v roce 2020 řádem Chevalier des Arts et Lettres.

## Dílo
Sylvie Fleuryová do své tvorby vnáší formální prvky z minimalismu a pop-artu, čímž otevírá kritický pohled na dějiny umění převážně ovládané muži. Používá hotové předměty, jako jsou luxusní oblečení, boty, doplňky a kosmetika, obálky časopisů, závodní auta, vesmírné lodě. Její práce odkazují na tvorbu Marcela Duchampa, Pieta Mondriana nebo Andyho Warhola. Mezi její první díla patřily ready-mades instalace s nákupními taškami, malby z umělé kožešiny (Mazlivé obrazy, 1991), sponky do vlasů (Bobbypins, 1992), krabice na make-up (Gala, 1993), videa (Soukromá lekce, 1992; Cesta do fitness aneb Jak zhubnout 10 kilo za 3 týdny, 1993), časopisecké fotografie (Playgirl Series, 1994).

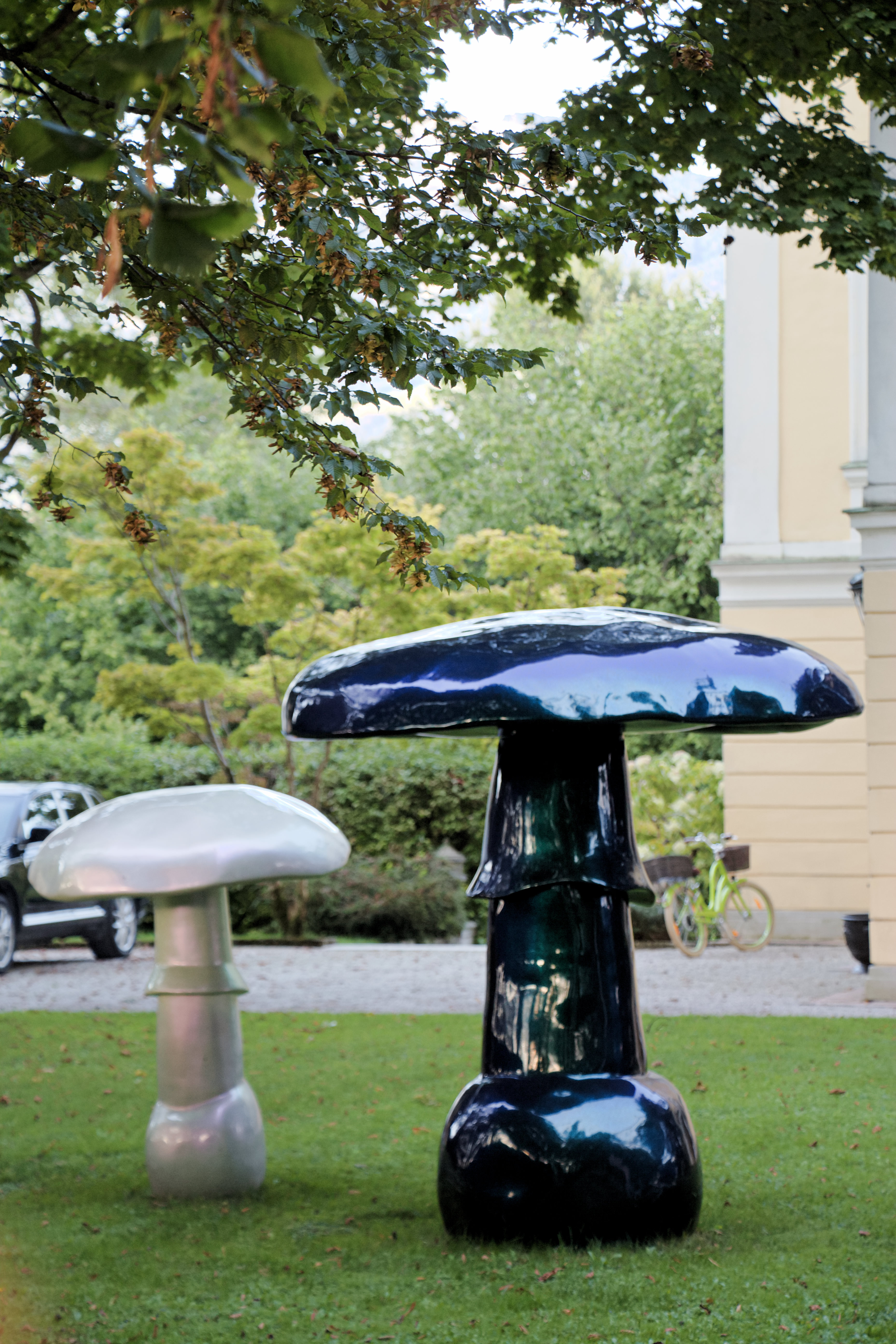
Houby Sylvie Fleuryové v Salcburku (2016)

Využívá existující známé motivy a předměty, které převádí do estetických forem, mění je a dává jim nový smysl. Tím vyvolává otázky o fetišizaci luxusních komodit a značek, stejně jako o genderových vzorcích spotřeby. Stírá hranici mezi módou a uměním, přeměňuje povahu těchto objektů, aby je obdařila novými a podprahovými poselstvími, jejichž prostřednictvím vtipným způsobem zpochybňuje a ironizuje kulturní konstrukty genderových stereotypů. Ženský versus mužský, vysoká versus populární kultura, producent versus spotřebitel a módní průmysl versus umělecký svět. Zkoumá průsečíky mezi uměním, módou, krásou, popkulturou, motorsportem a sci-fi. Využívá moderních reklamních strategií, jako jsou slogany lákající pozornost, barevná neonová světla a lákavé prezentace, aby prozkoumala hranice mezi současným uměním a konzumem. Příkladem jsou bronzové sochy vysokých podpatků a kabelek odlité z chromu, bronzový odlitek fénu ve tvaru pistole, obrazy znázorňující zvětšené palety očních stínů a make-upů, pozlacené odpadkové koše nebo nákupní vozíky.
Důležitou roli v její tvorbě hrají závodní automobily jako symbol mužského postavení. V polovině 90. let Fleuryová založila automobilový klub She Devils on Wheels poté, co nebyla přijata za členku závodního autoklubu. Na základě toho vytvořila řadu instalací, v nichž vkládá ženské atributy do prostředí, které je obecně považováno za mužské. Fleuryová svým způsobem odkazuje na mužské konceptuální umělce, jako jsou Daniel Buren, Carl Andre, Michelangelo Pistoletto, Donald Judd. Spojuje jejich okázalá díla s banálními předměty nebo je doplňuje o měkké a organické prvky. Zpochybňuje myšlenku, že cesty do kosmu jsou také oborem ovládaným muži. Vytváří rakety, kterým dává ženský charakter použitím různých měkkých materiálů nebo pastelovými odstíny nátěrů (První vesmírná loď na Venuši, 1996).
Její zájem o nadpřirozeno ji po roce 2010 přivedl k navrhování uměleckých děl souvisejících se spiritualitou, meditací, jógou (Hypnotic poison, 2019).

## Výstavy
Po první výstavě v Lausanne v roce 1990, na které se zúčastnila s instalací Shopping bags (C'est la vie), byla její práce zastoupena mj. na výstavách
- 1993 45. Bienále v Benátkách
- 1994 Útěk v Konsorciu, Dijon
- 1996 První kosmická loď na Venuši v MAMCO, Ženeva
- 1998 Hot Heels v Migros Museum für Gegenwartskunst, Curych
- 2004 YES TO ALL v Kunstraum Innsbruck
- 2007 Dangerous Beauty v The Chelsea Art Museum, New York
- 2008 Paillettes et Dépendances ou la fascination du néant, MAMCO, Ženeva
- 2011 Sylvie Fleury, Centro de Arte Contemporáneo, Malaga
- 2014 LADIES FIRST! Schauwerk Sindelfingen
- 2016 Sylvie Fleury. My Life on the Road , Museum Villa Stuck, Mnichov[5]
- 2019 ÎÔ , Kunstraum Dornbirn[6]
- 2022 Turn Me On, Pinacoteca Agnelli, Turín[7]
- 2023 Shoplifters from Venus, Kunst Museum Winterthur[8]

V České republice byly vystaveny obří metalické houby Sylvie Fleuryové na pátém ročníku open air mezinárodního festivalu uměleckých objektů v Praze v roce 2007 a na výstavě Skvělý nový svět v galerii DOX v Praze roku 2015.
Její práce jsou zahrnuty ve veřejných sbírkách, jako je Muzeum moderního umění New York; ZKM centrum pro umění a média, Karlsruhe; Daimler Contemporary, Berlín; Migros Museum für Gegenwartskunst, Curych; MAMCO, Ženeva; a Museum für angewandte Kunst (MAK), Vídeň, Bass Art Museum, Miami.